# Christina Catharina De la Gardie
Christina Catharina De la Gardie, född 7 oktober 1632 i Stockholm, död 16 november 1704 i Runsa, var en svensk grevinna och hovfunktionär.

## Biografi
Christina Catharina De la Gardie, även känd som Christina Catharina Stenbock (alternativt Kristina Katarina) var dotter till fältmarskalken Jakob De la Gardie och grevinnan Ebba Brahe. Hon var hovfröken hos drottning Kristina. 
Christina Catharina är en av de riksrådshustrur som den italienska greven Lorenzo Magalotti särskilt pekar ut som förmögen och ekonomiskt betydelsefull för sin man, i detta fall i sitt andra gifte med Gustaf Otto Stenbock. Hon hade ärvt en stor förmögenhet efter att hennes första make Gustaf Adolf Lewenhaupt stupat 1656, men också från sin egen familj, till exempel Runsa slott som hon ärvde efter sin mors bortgång 1674.
I sitt första gifte med fältmarskalken greve Gustaf Adolf Lewenhaupt fick hon barnen Jakob Casimir Lewenhaupt, Christina Lewenhaupt, Gustaf Mauritz Lewenhaupt, Carl Magnus Lewenhaupt och Ebba Charlotta Lewenhaupt. I sitt andra gifte med greven Gustaf Otto Stenbock fick hon barnen Magnus Stenbock, Hedvig Eleonora Stenbock och Christina Catharina Stenbock (1649–1719). Christina Catharina är begravd med Gustaf Otto Stenbock i det inre av Strängnäs domkyrka.